# Milan Petrović
Milan Petrović (28. prosinca 1958.), hrvatski nogometaš i nogometni trener.
Član snažne momčadi GOŠK-Juga koja je 1980-ih pobjeđivala jugoslavenske prvoligaše. Par sezona odigrao je za GOŠK-Jug, ali ne i utakmicu četvrtfinala Kupa protiv Metalca iz Siska, koju GOŠK-Jug nije dobio. Poslije je Petrović igrao u Hajduku s kojim je otišao do četvrtfinala Kupa UEFA u sezoni 1985./86. godine. U Hajduku je bio dio snažnog stoperskog dvojca s Jerkom Tipurićem, dvojca za koji se govorilo da ih lopta može proći ali igrač ne. Sjajnu karijeru u Hajduku popularnom Ricu prekinula je kriminalistička istraga. Petrović nije bio kriv, ali proveo je pola godine u istražnom zatvoru, dok ga se Hajduk olako odrekao. U Hajduku je odigrao 70 utakmica, od čega 43 službene. Nije postigao nijedan gol. 33 je odigrao u prvenstvu, 3 u kupu i sedam u europskim natjecanjima. Prvu je utakmicu za Hajduk zaigrao u veljači 1985. godine.
Poslije se vratio u Dubrovnik. Odigrao je s HNK Dubrovnik prvu utakmicu 1. HNL na Lapadu, nakon što je klub zbog stalne ratne opasnosti domaće utakmice igrao po Metkoviću, Korčuli, Zagrebu, Istri itd. U Dubrovniku je odigrao četiri sezone, 1992., 1992./93., 1993./94. i 1995./96., od čega 87 u prvenstvu i 9 u kupu, uz četiri gola u prvenstvu.
Ukupno je za GOŠK-Jug igrao od 1980. do 1984., Hajduk od 1985. do 1986., u GOŠK-Jugu je opet od 1988. do 1991. te od 1992. do 1996. u Dubrovniku. Odigrao je osam utakmica u europskim kupovima, sve u Kupu UEFA.
U 3. HNL – Jug trenira momčad GOŠK-a iz Dubrovnika. Godinama je oko kluba, po principu ‘uvijek negdje oko svlačionice’ niz godina nekoliko puta vodio momčad, bivao smijenjen pa vraćen kao spasitelj.

## Vanjske poveznice
- Worldfootball.net Milan Petrović
- Weltfussball.de Milan Petrović